# Dán női labdarúgó-bajnokság (első osztály)
A Kvindeligaen Dánia női labdarúgásának legfelsőbb osztályú bajnoksága, melyet 1973-ban hoztak létre.

## Története
Dánia félprofi női labdarúgó-bajnokságának első kiírására 1973-ban kerítettek sort. A bajnokságban az évek folyamán többször is létszámot változtatott a labdarúgó-szövetség. 1994-ig háromszor találkozott egymással a nyolc csapat és 21 mérkőzés után dőlt el a bajnoki cím sorsa.
A 2007–08-as szezontól két csapattal bővült a liga, és a 10 klub egy oda-visszavágós alapszakasz után a négy legjobb helyen álló csapat rájátszást játszott, így döntve el a bajnokságot. Az alsóházban a hat legrosszabb helyezést elért csapatnak selejtező mérkőzésen kellett részt vennie.
2015-ben azonban egy újabb struktúrát léptettek életbe, és a 8 csapatos első osztályban két meccset játszottak egymással a klubok, majd a legjobb hat együttes a bajnoki címért folytatta a sorozatot, míg az utolsó két helyezett a bennmaradásért mérkőzhetett a másodosztály első négy helyén végzett gárdáival.
A bajnokságban hosszú éveken keresztül a Brøndby és a Fortuna Hjørring osztozott az első helyen, és határozta meg a liga erőviszonyait. A 2020–21-es idénytől azonban a HB Køge (zsinórban három bajnoki címével), valamint az FC Nordsjælland együttese is hozzájárult a bajnokság kiegyensúlyozottabbá tételében.

## A 2024–2025-ös szezon résztvevői
| Klub             | Település  | Stadion               | Férőhely |
| ---------------- | ---------- | --------------------- | -------- |
| Aarhus GF        | Aarhus     | Vejlby Stadion        | 5 200    |
| B.93             | Koppenhága | Østerbro Stadion      | 4 400    |
| Brøndby IF       | Brøndby    | Brøndby Stadion       | 29 000   |
| Fortuna Hjørring | Hjørring   | Hjørring Stadion      | 10 000   |
| Kolding          | Kolding    | Autocentralen Park    | 10 000   |
| HB Køge          | Køge       | Capelli Sport Stadion | 10 000   |
| FC Nordsjælland  | Farum      | Right to Dream Park   | 10 300   |
| Odense           | Odense     | Nature Energy Park    | 15 790   |

## A bajnokságok győztesei (1973–)
Az alábbi lista az 1973 óta megrendezésre kerülő dán női bajnokságok győzteseit tartalmazza.
| Szezon                            | Bajnok                        | Második                       | Gólkirálynő                 |
| --------------------------------- | ----------------------------- | ----------------------------- | --------------------------- |
| Danmarksturneringen i damefodbold |                               |                               |                             |
| 1973                              | Ribe BK                       |                               |                             |
| 1974                              | Ribe BK                       |                               |                             |
| 1975                              | Boldklubben Femina            |                               |                             |
| 1976                              | Ribe BK                       |                               |                             |
| 1977                              | Boldklubben Femina            |                               |                             |
| 1978                              | Ribe BK                       |                               |                             |
| 1979                              | Ribe BK                       |                               |                             |
| 1980                              | Boldklubben Femina            |                               |                             |
| Dame 1. division                  |                               |                               |                             |
| 1981                              | B 1909                        |                               |                             |
| 1982                              | HEI Aarhus (Hjortshøj Egå IF) |                               |                             |
| 1983                              | B 1909                        |                               |                             |
| 1984                              | HEI Aarhus (Hjortshøj Egå IF) |                               |                             |
| 1985                              | B 1909                        |                               |                             |
| 1986                              | HEI Aarhus (Hjortshøj Egå IF) |                               |                             |
| 1987                              | HEI Aarhus (Hjortshøj Egå IF) |                               |                             |
| 1988                              | HEI Aarhus (Hjortshøj Egå IF) |                               |                             |
| 1989                              | HEI Aarhus (Hjortshøj Egå IF) |                               |                             |
| 1990                              | HEI Aarhus (Hjortshøj Egå IF) |                               |                             |
| 1991                              | HEI Aarhus (Hjortshøj Egå IF) |                               |                             |
| 1992                              | B 1909                        |                               |                             |
| Elitedivisionen                   |                               |                               |                             |
| 1993                              | B 1909                        |                               |                             |
| 1994                              | Fortuna Hjørring              |                               |                             |
| 1995                              | Fortuna Hjørring              |                               |                             |
| 1996                              | Fortuna Hjørring              |                               |                             |
| 1997                              | HEI Aarhus (Hjortshøj Egå IF) |                               |                             |
| 1998                              | HEI Aarhus (Hjortshøj Egå IF) |                               |                             |
| 1999                              | Fortuna Hjørring              | HEI Aarhus (Hjortshøj Egå IF) |                             |
| 2000                              | Odense                        |                               |                             |
| 2000–01                           | Odense                        |                               |                             |
| 2001–02                           | Fortuna Hjørring              |                               |                             |
| 2002–03                           | Brøndby IF                    |                               |                             |
| 2003–04                           | Brøndby IF                    | Fortuna Hjørring              |                             |
| 2004–05                           | Brøndby IF                    | Fortuna Hjørring              |                             |
| 2005–06                           | Brøndby IF                    | Fortuna Hjørring              |                             |
| 2006–07                           | Brøndby IF                    | Fortuna Hjørring              |                             |
| 2007–08                           | Brøndby IF                    | Fortuna Hjørring              |                             |
| 2008–09                           | Fortuna Hjørring              | Brøndby IF                    |                             |
| 2009–10                           | Fortuna Hjørring              | Brøndby IF                    |                             |
| 2010–11                           | Brøndby IF                    | Fortuna Hjørring              |                             |
| 2011–12                           | Brøndby IF                    | Fortuna Hjørring              |                             |
| 2012–13                           | Brøndby IF                    | Fortuna Hjørring              |                             |
| 2013–14                           | Fortuna Hjørring              | Brøndby IF                    |                             |
| 2014–15                           | Brøndby IF                    | Fortuna Hjørring              |                             |
| 2015–16                           | Fortuna Hjørring              | Brøndby IF                    | Nanna Christiansen (13 gól) |
| Kvindeligaen                      |                               |                               |                             |
| 2016–17                           | Brøndby IF                    | Fortuna Hjørring              | Nanna Christiansen (18 gól) |
| 2017–18                           | Fortuna Hjørring              | Brøndby IF                    | Nanna Christiansen (19 gól) |
| 2018–19                           | Brøndby IF                    | Fortuna Hjørring              | Nanna Christiansen (20 gól) |
| 2019–20                           | Fortuna Hjørring              | Brøndby IF                    | Nicoline Sørensen (16 gól)  |
| 2020–21                           | HB Køge                       | Brøndby IF                    | Kyra Carusa (18 gól)        |
| 2021–22                           | HB Køge                       | Fortuna Hjørring              | Rikke Dybdahl (16 gól)      |
| 2022–23                           | HB Køge                       | Brøndby IF                    | Cecilie Fløe (14 gól)       |
| 2023–24                           | FC Nordsjælland               | Brøndby IF                    | Laura Faurskov (9 gól)      |
| 2024–25                           | Fortuna Hjørring              | FC Nordsjælland               | Omewa Ogochukwu (17 gól)    |

### Klubonként
| Klub                          | Település | Bajnok | Második | Győztes évek                                                           |  |
| ----------------------------- | --------- | ------ | ------- | ---------------------------------------------------------------------- |  |
|                               |           |        |         |                                                                        |  |
| Fortuna Hjørring              | Hjørring  | 12     | 22      | 1994, 1995, 1996, 1999, 2002, 2009, 2010, 2014, 2016, 2018, 2020, 2025 |  |
| Brøndby IF                    | Brøndby   | 12     | 10      | 2003, 2004, 2005, 2006, 2007, 2008, 2011, 2012, 2013, 2015, 2017, 2019 |  |
| HEI Aarhus (Hjortshøj Egå IF) | Aarhus    | 6      | 4       | 1982, 1984, 1986, 1987, 1988, 1989, 1990, 1991, 1997, 1998             |  |
| B 1909                        | Odense    | 5      | 5       | 1981, 1983, 1985, 1992, 1993                                           |  |
| Ribe                          | Ribe      | 5      | 1       | 1973, 1974, 1976, 1978, 1979                                           |  |
| Boldklubben Femina            | Gladsaxe  | 3      | 4       | 1975, 1977, 1980                                                       |  |
| HB Køge                       | Køge      | 3      | –       | 2021, 2022, 2023                                                       |  |
| Odense                        | Odense    | 2      | –       | 2000, 2001                                                             |  |
| FC Nordsjælland               | Farum     | 1      | 1       | 2024                                                                   |  |